# Juan Martínez Zumalabe
Juan Martínez Zumalabe (Huelva, 29 de julio de 1935-2 de diciembre de 2022) fue un futbolista español, que se desempeñó en la posición de guardameta. Desarrolló su carrera en tres clubes: Recreativo de Huelva, Real Valladolid y Racing de Ferrol. Compitió toda su trayectoria en la Segunda División, excepto dos temporadas en la Primera División con el club castellano (1960-61 y 1962-63).

## Trayectoria
| Club                 | Años        | Partidos |
| -------------------- | ----------- | -------- |
| Recreativo de Huelva | 1957 - 1960 | 42       |
| Real Valladolid      | 1960 - 1963 | 53       |
| Recreativo de Huelva | 1963 - 1966 | 23       |
| Racing de Ferrol     | 1966 - 1971 | 136      |